# Yōko Tsukasa
Yōko Tsukasa (司葉子 Tsukasa Yōko?, n. 20 august 1934, Prefectura Tottori, Japonia) este o actriță japoneză de film.

## Biografie
A jucat alături de Toshiro Mifune în jumătate de duzină de filme, printre care Tenka taihei (1955), Samurai Saga (1959) și Yojinbo (1961). Ea a fost o vedetă a companiei Toho în anii 1960. Cu excepția filmelor lui Mikio Naruse, Tsukasa a portretizat în principal soții supuse și credincioase. În filmul Ultimul samurai (1967) al lui Masaki Kobayashi ea a interpretat-o pe Ichi, fosta concubină a seniorului și soția lui Yogoro Sasahara, realizând o interpretare deosebit de expresivă prin evidențierea unei game largi de emoții: de la iubire la verticalitate morală și până la mânie și făcându-l pe Isaburo Sasahara, personajul principal, să afirme că Ichi este mai puternică decât el sau fiul său.
Yōko Tsukasa a apărut în peste 120 de filme între 1955 și 2003.

## Filmografie selectivă

### Filme de cinema
- 1955: Tenka taihei (天下泰平?), regizat de Toshio Sugie[7]
- 1955: La Relation matrimoniale (夫婦善哉 Meoto zenzai?), regizat de Shirō Toyoda
- 1955: Les Baisers (くちづけ Kuchizuke?), segmentul 2 regizat de Hideo Suzuki și Shirō Toyoda
- 1957: Kiken na eiyu (危険な英雄?), regizat de Hideo Suzuki[8]
- 1958: Nuages d'été (鰯雲 Iwashigumo?), regizat de Mikio Naruse - Michiko
- 1958: Jours de congé à Tokyo (東京の休日 Tōkyō no kyūjitsu?), regizat de Kajirō Yamamoto[9]
- 1959: La Naissance du Japon (日本誕生 Nippon tanjō?), regizat de Hiroshi Inagaki
- 1959: La Vie d'un maître d'armes ((或る剣豪の生涯 Aru kengo no shogai?), regizat de Hiroshi Inagaki
- 1959: Sengoku gunto-den (戦国群盗伝?), regizat de Toshio Sugie - Tazu[10]
- 1960: Fin d'automne (秋日和 Akibiyori?), regizat de Yasujirō Ozu
- 1960: Courant du soir (夜の流れ Yoru no nagare?), regizat de Mikio Naruse și Yūzō Kawashima
- 1960: Ankokugai no taiketsu (暗黒街の対決?), regizat de Kihachi Okamoto - Sally[11]
- 1960: Sararīman Chūshingura (サラリーマン忠臣蔵?), regizat de Toshio Sugie - Keiko[12]
- 1961: Zoku sararīman Chūshingura (続サラリーマン忠臣蔵?), regizat de Toshio Sugie - Keiko[13]
- 1961: Le Garde du corps (用心棒 Yojimbo?), regizat de Akira Kurosawa - Nui[14]
- 1961: Dernier Caprice (小早川家の秋 Kohayagawake no aki?), regizat de Yasujirō Ozu
- 1962: La Place de la femme (女の座 Onna no za?), regizat de Mikio Naruse
- 1962: La Femme de là-bas (その場所に女ありて Sono basho ni onna arite?), regizat de Hideo Suzuki[15]
- 1962: Chūshingura: Hana no Maki, Yuki no Maki (忠臣蔵 花の巻 雪の巻?), regizat de Hiroshi Inagaki - Aguri Asano[16]
- 1966: La Rivière Kii (紀ノ川 Kinokawa?), regizat de Noboru Nakamura
- 1966: Jinchō-ge (沈丁花?), regizat de Yasuki Chiba
- 1966: Délit de fuite (ひき逃げ Hikinige?), regizat de Mikio Naruse
- 1967: Nuages épars (乱れ雲 Midaregumo?), regizat de Mikio Naruse
- 1967: Ultimul samurai (上位討ち 拝領妻始末 Jōi uchi hairyō tsuma shimatsu?), regizat de Masaki Kobayashi - Ichi Sasahara[17]
- 1968: Rengō kantai shirei chōkan : Yamamoto Isoroku (連合艦隊指令長官 山本五十六?), regizat de Seiji Maruyama - Sumie Kimura[18]
- 1969: Goyokin, l'or du shogun (御用金 Goyōkin?), regizat de Hideo Gosha
- 1969: Battle of the Japan Sea, regizat de Seiji Maruyama[19]
- 1978: La Reine des abeilles (女王蜂 Joōbachi?), regizat de Kon Ichikawa - Tsutayo

## Premii și distincții
- 1967: Premiul Panglica Albastră pentru cea mai bună actriță pentru interpretarea ei din La Rivière Kii[20][21]
- 1967: Premiul Mainichi pentru cea mai bună actriță pentru interpretarea ei din La Rivière Kii[22]
- 1967: Premiul Kinema Junpō pentru cea mai bună actriță pentru interpretarea ei din La Rivière Kii, Jinchō-ge și Délit de fuite[23]
- 2003: Medalia de Onoare cu panglică violetă
- 2010: Ordinul Soarelui Răsare, cl. a IV-a, raze de aur cu rozetă

### Filme de televiziune
- Daichūshingura (1971)
- Haru no Sakamichi (1971) - Lady Kasuga
- Ōoku (1983)
- Ohisama (2011)

## Legături externe
- ja  Site oficial Arhivat în 31 martie 2014, la Wayback Machine.
- Yôko Tsukasa la Internet Movie Database